# (66391) Moshup
(66391) Moshup (1999 KW4) – planetoida bliska Ziemi z grupy Atena, odkryta 20 maja 1999 roku w programie LINEAR. Nazwa planetoidy pochodzi od olbrzyma z legend Moheganów.

## Orbita planetoidy
Planetoida ta krąży w średniej odległości ok. 0,642 au od Słońca, przecinając na swej drodze orbity Ziemi, Wenus i Merkurego. Jej trajektoria jest wydłużoną elipsą o mimośrodzie 0,6887. Obiekt ten wykonuje jeden obieg wokół Słońca w ciągu 188 dni. Orbita (66391) 1999 KW4 nachylona jest pod kątem 38,88º do płaszczyzny ekliptyki.

## Właściwości fizyczne
Średnica tego obiektu wynosi 1,3 kilometra. Jest to planetoida klasy S, o albedo ok. 0,3. Jej średnia gęstość wynosi ok. 2,6 g/cm³, jasność absolutna to zaś 16,5m. Średnia temperatura na jej powierzchni sięga ok. 326 K.

Animowany model ruchu obiegowego księżyca

Jest to planetoida, która bardzo szybko obraca się wokół własnej osi (2 godziny 46 minut). Ponieważ obiega ją dodatkowo mały księżyc, rejony równikowe głównego składnika, wystawione dodatkowo na oddziaływanie grawitacyjne tego satelity, bliskie są oddzielenia się od reszty masy obiektu. Niektóre większe odłamki mogą nawet unosić się na wysokość ok. metra nad powierzchnią tej planetoidy.
Planetoida ta może potencjalnie zagrażać Ziemi, jednak obliczenia na najbliższe 1000 lat nie wskazują na ryzyko zderzenia. Jednakże szybki ruch wirowy obiektu może przyśpieszać ruch orbitalny (tzw. efekt Jarkowskiego), co może zwiększyć ryzyko kolizji z Ziemią.

## Księżyc planetoidy

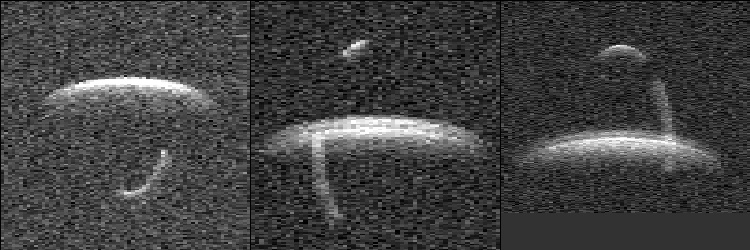
Układ planetoidy (66391) 1999 KW_{4} – zdjęcia radarowe ukazują księżyc planetoidy, którego obraz jest „poruszony” ze względu na szybki ruch orbitalny

(66391) Moshup ma księżyc, który nazwano Squannit (od imienia żony Moshupa). Ma on wielkość 0,57×0,46×0,35 km i obiega ciało centralne w czasie 17,42 godziny w odległości 2,6 km. Jego masę obliczono na 0,13 ± 0,02×1012kg.